# Adolph Napoleon Curman
Adolph Napoleon Curman, född 22 november 1807 i Sjögestads socken, Östergötlands län, död 19 oktober 1900 i Skänninge församling, Östergötlands län, var en svensk borgmästare i Skänninge stad.

## Biografi
Curman föddes 22 november 1807 på Gällstad i Sjögestad. Han var son till löjtnanten Johan Peter Curman och Maria Elisabet Anger. 1838 flyttade familjen till Linköping.

Han blev omkring 1845 vice häradshövding. Curman blev 1850 rådman, stadsnotarie och tillförordnad borgmästare i Skänninge stad. 1859 blev han tullkammarföreståndare i staden. Ordinarie borgmästare blev han 1865.

### Familj
Curman gifte sig 8 maj 1845 i Linköping med Augusta Lövgrén. De fick tillsammans barnen Anna Fredrika (1846-1869), Adolf Hugo (1847-1923), Axel Ludvig (1849-1922), Nils Rudolf (1852-1934), Signe Augusta Maria (1857-1939), Elin Ida Amalia (1859-1943) och Knut Jacob Henrik (1862-1942).